# カール・ピウッティ

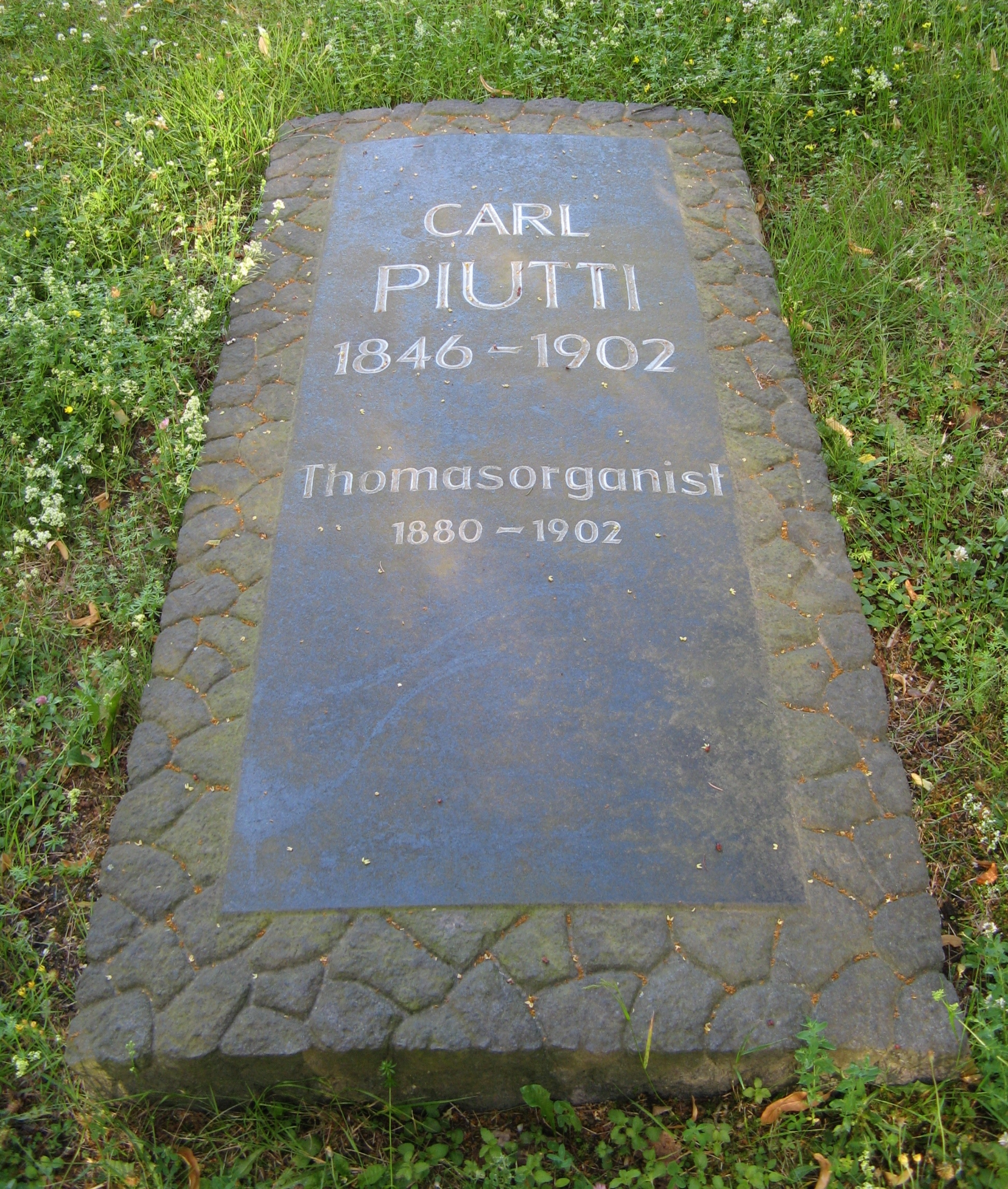
ライプツィヒ南部霊園のピウッティの墓碑

カール・ピウッティ（Karl Piutti, 1846年4月30日 - 1902年6月17日）は、ドイツ・ロマン派音楽の作曲家・オルガニスト。名の綴りについては Carl とする資料もある。

## 生涯
現テューリンゲン州のエルガースブルクに生まれる。ライプツィヒ音楽院に学び、1875年より同校にて教鞭を執る。さらに1880年より、ライプツィヒ・トーマス教会のオルガニストに就任した。オルガンのために約200曲のコラール前奏曲を作曲したほか、《婚礼のソナタ》(Trauungssonate)、モテット、詩篇唱の編曲、リート、ピアノ曲を手掛けた。《聖霊降臨祭》(Die Pfingstfeier) という名のオルガン曲も遺している。ライプツィヒにて没。

## 主要作品一覧

### 合唱曲
- 2つの詩篇唱 Zwei Psalmen 作品30

1. Das ist mir lieb（詩篇第116番）
2. Jauchzet dem Herrn（詩篇第100番）

- 2つのモテット Zwei Motetten 作品33

1. Selig sind die Toten
2. Die auf den Herrn harren

### オルガン曲
- 8つの前奏曲 Acht Präludien 作品2
- オルガンのための讃美歌 ニ長調 Orgel-Hymnus D-Dur 作品5
- ソナタ形式による4つの小品の連作《結婚式（婚礼ソナタ）》"Die Trauung" - Zyklus von vier Stücken in Form einer Sonate 作品9
- 有名なコラールによる10の即興曲 Zehn Improvisationen über bekannte Choräle 作品15
- 前奏曲とフーガ《聖霊降臨祭》Präludium und Fuge, "Die Pfingsfeier" 作品16
- 祝祭の賛歌 Fest-Hymnus 作品20
- オルガン・ソナタ ト短調 Orgelsonate g-Moll 作品22
- オルガン・ソナタ ホ短調 Orgelsonate e-Moll 作品27
- 10の短いオルガン小品集 Zehn kürzere Orgelstücke 作品32
- 200のコラール前奏曲 200 Choralvorspiele 作品34